# Garcilaso de la Vega
Garcilaso de la Vega (ur. ok. 1501 w Toledo, zm. 14 października 1536 w Le Muy) – poeta hiszpański. Był równocześnie dworzaninem cesarza Karola V Habsburga i rycerzem walczącym u jego boku. Wprowadził do poezji hiszpańskiej włoskie metrum. Był twórcą zwrotki o nazwie lira, która później stała się bardzo popularna w poezji hiszpańskiej. 
Na jego twórczość składają się:
- sonety
- ody
- elegie
- listy
- sielanki (Eglogas)

W roku 1543, już po jego śmierci na polu walki, ukazał się w druku zbiór jego utworów.
Przez długi czas w tłumaczeniu na język polski znanych było zaledwie kilka pojedynczych utworów de la Vegi. Pierwszego kompletnego przekładu wszystkich 38 "Sonetów" hiszpańskiego poety dokonał w 2021 r. Czesław Ratka.